# 屏边叉柱兰
屏边叉柱兰（学名：Cheirostylis pingbianensis）为兰科叉柱兰属下的一个种。

## 扩展阅读
- 維基物種上的相關：屏边叉柱兰